# Кванджу (аэропорт)
Аэропорт Кванджу (кор. 광주공항) (ИАТА: KWJ, ИКАО: RKJJ) — аэропорт в городе Кванджу, Южная Корея. Управляется Korea Airports Corporation. В 2023 году аэропортом воспользовались 2 050 378 пассажиров. Этот аэропорт планируется закрыть, когда международный аэропорт Муан станет более развитым. Поскольку аэропорт Кванджу находится на военной территории, фотографировать и снимать на видео перрон, взлетно-посадочную полосу и военные объекты строго запрещено.

## История
Аэропорт был открыт в ноябре 1948 года. Первый коммерческий рейс он принял в 1950 году. Однако в то время он располагался не в Кванджу, а в соседнем Чансоне, на территории военного учебного центра. Аэропорт переехал на свое нынешнее место в Квансан-гу, в 1964 году. В 1990 году он был передан Korea Airports Corporation. Нынешний терминал аэропорта был построен в 1994 году, после чего старый терминал был перепрофилирован под грузовые авиаперевозки.

## Статистика
Данные из запроса в Викиданные.
|                                    | Взлётов/Посадок | Годовой пассажирпоток | Годовой грузопоток |
| ---------------------------------- | --------------- | --------------------- | ------------------ |
| 2001                               | 12,660          | 2,234,855             | 30,628             |
| 2002                               | 14,056          | 2,129,521             | 30,750             |
| 2003                               | 16,112          | 2,081,031             | 32,979             |
| 2004                               | 15,185          | 1,879,968             | 28,260             |
| 2005                               | 13,715          | 1,642,129             | 24,771             |
| 2006                               | 13,558          | 1,629,787             | 23,872             |
| 2007                               | 12,700          | 1,539,187             | 22,942             |
| 2008                               | 11,166          | 1,380,636             | 16,409             |
| 2009                               | 10,747          | 1,363,122             | 13,146             |
| 2010                               | 10,315          | 1,348,847             | 15,388             |
| 2011                               | 10,781          | 1,375,839             | 15,317             |
| 2012                               | 10,899          | 1,380,071             | 14,662             |
| 2013                               | 10,819          | 1,332,234             | 15,143             |
| 2014                               | 11,574          | 1,470,096             | 15,373             |
| 2015                               | 12,258          | 1,604,905             | 15,796             |
| 2016                               | 10,792          | 1,613,775             | 14,818             |
| 2017                               | 12,678          | 1,946,605             | 15,592             |
| 2018                               | 13,546          | 1,986,125             | 14,477             |
| 2019                               | 13,297          | 2,026,651             | 12,500             |
| 2020                               | 13,575          | 1,726,483             | 7,428              |
| 2021                               | 14,764          | 2,152,892             | 8,679              |
| 2022                               | 12,916          | 2,068,625             | 9,144              |
| 2023                               | 13,277          | 2,050,378             | 9,549              |
| Источник: статистика перевозок KAC |                 |                       |                    |

## Наземный транспорт

### Метро
- Станция Аэропорт на линии 1 метро Кванджу.

### Автобус
- № Сончжон 97: Аэропорт ↔ Станция Кванджу Сончжон ↔ Тэсан ↔ Чхильсон ↔ Квангам

- № Сонун 101: Аэропорт ↔ Станция Сончжон Парк ↔ полицейский участок Квансана ↔ кампус университета Хонам в Квансане

- № 1000: Аэропорт ↔ Станция Кванджу Сончжон ↔ Конференц-центр Ким Дэджунг ↔ Мэрия ↔ Площадь Ю (автобусный терминал Кванджу) ↔ Кымнам-ро ↔ Университет Чосон ↔ Суд Кванджу ↔ Джисан Ювонджи

- № 1160 (Наджу): Аэропорт ↔ Наджу ↔ Автовокзал Ёнсанпхо.

## Парковка
Клиенты должны получить парковочный талон на въездной стойке при въезде на стоянку. Если клиенты не забирают талон, им придется оплатить полную стоимость парковки.

## Внешние ссылки
- Официальный сайт  (на английском)